# Peter Gregg
Peter Gregg (ur. 4 maja 1940 roku w Nowym Jorku, zm. 16 grudnia 1980 roku w Jacksonville) – amerykański kierowca wyścigowy.

## Kariera
Gregg rozpoczął karierę w międzynarodowych wyścigach samochodowych w 1966 roku od startu w klasie S 2.0 24-godzinnego wyścigu Le Mans, w którym uplasował się na drugiej pozycji w swojej klasie, zaś w klasyfikacji generalnej był szesnasty. W późniejszych latach Amerykanin pojawiał się także w stawce SCCA Trans-Am, NASCAR Grand Touring, Canadian-American Challenge Cup, 12-godzinnego wyścigu Sebring, 24-godzinnego wyścigu Daytona, NASCAR Winston Cup, Watkins Glen 6 Hours, IMSA Camel GT Challenge, German Racing Championship, nternational Race Of Champions, World Sportscar Championship, World Challenge for Endurance Drivers oraz International Race Of Champions.